# Let the World Know
Let the World Know (с англ. — «Пусть Мир Знает») — третий студийный альбом шведской метал-группы Dead by April, вышедший 12 февраля 2014 года. Этот альбом является первым без экстрим-вокалиста Джимми Стримелла, который впоследствии был заменен на Кристофера Андерссона, и последним для первого барабанщика Александера Свеннингсона и исполнителя чистого вокала Сандро Сантьяго, покинувших в феврале и ноябре 2014 года соответственно.
На песни "As A Butterfly" и "Beautiful Nightmare" сняты клипы с новым барабанщиком Маркусом Розелом.
Три песни из альбома, "As a Butterfly", "Beautiful Nightmare" и "Hold On", были переработаны - они записаны в 2019 году с Джимми Стримеллом и Понтусом Хьельмом на вокале и Маркусом Розеллом на ударных.

## Об альбоме
О начале записи альбома было объявлено в октябре 2012 года и завершили его запись в ноябре 2013. На всю запись музыкального материала ушло около 13 месяцев. Список композиций и обложка альбома были опубликованы 9 декабря 2013 года на официальной странице Facebook.
Релиз диска состоялся 12 Февраля 2014 года. В отличие от предыдущей работы, общее звучание стало заметно легче и приблизилось к альтернативному металу, увеличилось количество электронной составляющей; напротив, экстремального вокала стало несколько меньше, а в некоторых песнях, например «Replace You», он отсутствует.

## Список композиций
| №   | Название                  | Длительность |
| --- | ------------------------- | ------------ |
| 1.  | «Beautiful Nightmare»     | 4:06         |
| 2.  | «Abnormal»                | 4:15         |
| 3.  | «Empathy»                 | 3:57         |
| 4.  | «Done With Broken Hearts» | 3:12         |
| 5.  | «As a Butterfly»          | 4:52         |
| 6.  | «Same Star»               | 3:21         |
| 7.  | «Let the World Know»      | 3:46         |
| 8.  | «Peace of Mind»           | 3:17         |
| 9.  | «Freeze Frame»            | 3:58         |
| 10. | «Infinity x Infinity»     | 3:10         |
| 11. | «My Tomorrow»             | 4:02         |
| 12. | «Hold On»                 | 3:36         |
| 13. | «Replace You»             | 3:25         |

| №   | Название           | Длительность |
| --- | ------------------ | ------------ |
| 14. | «Cause I Need You» | 4:18         |

## Участники записи
Dead by April
- Сандро Сантьяго — чистый вокал
- Кристофер Андерсон — экстрим-вокал
- Понтус Хьельм — гитары, клавишные, программирование, бэк-вокал
- Александер Свеннингсон — ударные
- Маркус Весслен — бас-гитара

## Позиции в чартах
| Чарт                       | Наивысшая позиция |
| -------------------------- | ----------------- |
| Швеция (Sverigetopplistan) | 5                 |